# Arizonai álmodozók
Az Arizonai álmodozók (eredeti cím: Arizona Dream) 1991-ben forgatott, de csak 1993-ban bemutatott színes, francia–amerikai filmdráma. A rendező, Emir Kusturica tragikomédiaként határozta meg a film műfaját. Az Arizonai álmodozók Kusturica egyik legvitatottabb alkotása, amely azonban Magyarországon is kultuszfilmmé vált egy viszonylag szűk, de lelkes közönségréteg körében.

## A cselekmény
|  | Alább a cselekmény részletei következnek! |

Axel, az álmodozó fiatal srác nagybátyja, Leo esküvőjére utazik Arizonába. Állást vállal a férfi elegáns autószalonjában, ahol megismerkedik a vonzó, negyvenes Elaine-nel és mostohalányával, Grace-szel. Ők szintén álmodozók: Elaine repülni szeretne, Grace pedig arról ábrándozik, hogy halála után teknősbékaként születik újjá. A két asszonyt végletes érzelmek kapcsolják össze: szeretet és gyűlölet szélsőségei között élik napjaikat. Alex Elaine hatása alá kerül: a szeretője lesz, és segít neki megépíteni a repülőgépet, amellyel az asszony végre megvalósíthatja a repülésről szőtt álmait. Grace szintén vonzódik Axelhez, s a fiúnak hamarosan nemcsak anya és (mostoha)lánya, hanem a velük való kapcsolat és a nagybátyja által képviselt életforma között is választania kell. A tragédia akkor következik be, amikor látszólag tökéletes a béke és a boldogság hőseink között…

## Háttér
Az Arizonai álmodozók készítése előtt Kusturica két évig tanított az amerikai Columbia Egyetemen. Ekkor született meg új filmjének ötlete, mellyel korábbi, inkább önéletrajzi jellegű munkái után bővíteni kívánta alkotásainak tematikáját. A forgatókönyvet a rendező egyik tanítványával, David Atkinsszel közösen írta. Az első változat akciótörténet volt egy gyilkosról, ám ez nem tetszett Kusturicának. Végül összegyűjtötték elképzeléseiket, és ezek felhasználásával alkották meg a cselekményt. Kusturica azonban a forgatókönyvet csupán kiindulópontnak tekintette: a lényeg számára most is az volt, hogy mi történik a színészek között a kamera előtt.
Az 1991-es cannes-i filmfesztiválon Kusturica találkozott Claudie Ossard producerrel, aki kedvelte a filmjeit, és tetszett neki a rendező új ötlete is. Ossard támogatásának köszönhetően a francia UGC cég is beszállt a produkcióba. Társpartnerek: Canal+, Constellation, Hachette Première.

## Kusturica a szereplőkről
Johnny Depp
„Johnny tökéletesen elkötelezte magát a szerepéhez, amely sok tekintetben nagyon bonyolult. A forgatókönyvben Axel nagyon passzív, egyszerűen reagál mindenkire, aki körülötte van. Azt hiszem, Johnny erősebb jellemet alakít, többet nyújt a vásznon.”
Faye Dunaway
„Faye az amerikai művészek azon generációjához tartozik, amelyik tökéletesen professzionista. Ez a szerep olyan erős jelenlétet tett szükségessé, melyet képes volt a filmvásznon megjeleníteni. Elaine szerepe nagyon testreszabott Faye számára: a korosodó, de még vonzó asszony, aki uralja az egész szituációt, s a felszínen minden játszmát megnyer. Ugyanakkor nagyon éretlen és irracionális, s valójában boldogtalan.”
Jerry Lewis
„Kezdettől fogva tetszett neki a forgatókönyv, és azt hiszem, nagyot teljesített. Nagyon együttműködésre kész volt, kooperatív, aki mindenben azt tette, amit kívántam tőle. Ő maga is hozott ötleteket, nagyon szomorúból átváltott viccelődőre, segítvén engem a karakter kidolgozásában.”
Lili Taylor
„Soha nem dolgoztam eddig még senkivel, aki annyi energiát adott volna a munkájához, aki ennyire nyitott, fogékony és formálható a megközelítéseiben. Úgy vélem, jelenleg ő az Egyesült Államok egyik legnagyobb tehetsége.”

## Érdekességek
- Emir Kusturica valamennyi játékfilmjét jelentős fesztiválok díjaival tüntették ki. A cannes-i filmfesztivál Arany Pálmáját például kétszer is elnyerte. Először 1985-ben A papa szolgálati útra ment című filmjéért, majd 10 évvel később az Undergroundért.
- Johnny Depp és Faye Dunaway a Don Juan DeMarco (1995) című filmben is együtt szerepeltek: Dunaway Depp ajánlására kapta meg azt a szerepet. Faye és Michael J. Pollard a Bonnie és Clyde (1967) című filmben játszottak együtt, amely mindkettőjüket világhírűvé tette.
- A film orosz DVD kiadásának biográfiájában az a hamis adat szerepel, hogy Lili Taylor Elizabeth Taylor hatodik gyermeke.
- Egy kisebb szerepben maga a rendező látható, de színészként nem szerepel neve a stáblistán.
- A film zenéjét Goran Bregović komponálta, aki Kusturica egyik állandó munkatársa. Néhány dalt Iggy Pop énekel.
- A film egyik sminkmestere a magyar Temesváry Károly volt Karoly Balazs néven.
- A filmben részletek láthatók Martin Scorsese Dühöngő bika (1981) és Francis Ford Coppola A Keresztapa (1972) című filmjéből. Fontos motívum még Alfred Hitchcock Észak-Északnyugat (1959) című filmjének azon jelenete, melyben Cary Grant egy elhagyatott, sík terepen próbál menekülni a rátámadó repülőgép elől.
- Az Egyesült Államokban a filmet eredeti változatban és 119 percesre rövidítve is bemutatták a mozik, videón viszont csak a rövidebb verzió jelent meg.
- A magyarországi premier 1993. június 4-én volt.

## Szereplők
| Karakter                                       | Színész            | 1. magyar hang    | 2. magyar hang | 3. magyar hang         |
| ---------------------------------------------- | ------------------ | ----------------- | -------------- | ---------------------- |
| Axel Blackmar                                  | Johnny Depp        | Boros Zoltán      | Jakab Márk     | Szabó Máté             |
| Leo Sweetie                                    | Jerry Lewis        | Koroknay Géza     | Csankó Zoltán  | Háda János             |
| Elaine Stalker                                 | Faye Dunaway       | Kiss Erika        | Kovács Nóra    | Kovács Nóra            |
| Grace Stalker                                  | Lili Taylor        | Zakariás Éva      | Sallai Nóra    | Nemes Takách Kata      |
| Paul Leger                                     | Vincent Gallo      | Selmeczi Roland   | Szatory Dávid  | Horváth-Töreki Gergely |
| Millie                                         | Paulina Porizkova  | Györgyi Anna      | Czető Zsanett  | Csifó Dorina           |
| Fabian                                         | Michael J. Pollard | Dobránszky Zoltán | Bartók László  | Szokol Péter           |
| Blanche                                        | Candyce Mason      | Kocsis Mariann    |                |                        |
| Angie                                          | Alexia Rane        |                   |                |                        |
| Betty                                          | Polly Noonan       | Somlai Edina      |                |                        |
| Carla                                          | Ann Schulman       | Zsigmond Tamara   |                |                        |
| Szabó                                          | Kim Keo            | Szűcs Sándor      |                |                        |
| Eszkimó férfi                                  | Vincent Tocktoo    |                   |                |                        |
| Telefonáló férfi a bárban                      | Sal Jenco          | Szokol Péter      |                |                        |
| Férfi a bárban                                 | Emir Kusturica     |                   |                |                        |
| Jake La Motta (a Dühöngő bika című filmben)    | Robert De Niro     | Bácskai János     |                |                        |
| Fredo Corleone (A keresztapa II. című filmben) | John Cazale        | Kránitz Lajos     |                |                        |

## Díjak és jelölések
Berlini filmfesztivál
- 1993 jelölés Emir Kusturica, Arany Medve díj
- 1993 díj Emir Kusturica, Ezüst Medve díj

Brothers Manaki Nemzetközi Filmfesztivál
- 1993 díj Vilko Filac, Golden Camera 3000-díj

Varsói Nemzetközi Filmfesztivál
- 1994 díj Emir Kusturica, közönségdíj